# Seoci (Jajce)
Seoci es un pueblo ubicado en el municipio de Jajce, en el cantón de Bosnia Central, Bosnia y Herzegovina.

## Superficie
Cuenta con una superficie de 7,65 kilómetros cuadrados.

## Demografía
Hasta 2013 la población era de 250 habitantes, con una densidad de población de 32,7 habitantes por kilómetro cuadrado.
| Gráfica de evolución demográfica de Seoci entre 1961 y 2013                        |
|                                                                                    |
| Datos según Population statistics of Eastern Europe & former USSR y Statistika.ba. |